# Arytmetyka elementarna

Symbole czterech podstawowych działań arytmetycznych używane w Polsce

Arytmetyka elementarna – podstawowy dział matematyki elementarnej; dotyczy obliczania wyników podstawowych działań na liczbach rzeczywistych. Do działań arytmetycznych zalicza się przede wszystkim dodawanie, odejmowanie, mnożenie i dzielenie, ale czasem również potęgowanie.
Na arytmetyce elementarnej opierają się inne działy matematyki jak:
- elementarna teoria liczb – za pomocą mnożenia definiuje się jej podstawowe pojęcia jak relacja podzielności liczb całkowitych; pozwala to określić dalsze działania jak największy wspólny dzielnik i najmniejsza wspólna wielokrotność, relację względnej pierwszości i pojęcie liczb pierwszych;
- klasycznie rozumiana algebra – jej przedmiotem są równanie algebraiczne, definiowane przez sprowadzalność do równań wielomianowych, gdzie na niewiadomej wykonane są wyłącznie podstawowe trzy działania.

Za pomocą działań arytmetycznych definiuje się niektóre inne, np. pierwiastkowanie, logarytmy, operację modulo, tetrację oraz inne, które opisuje notacja strzałkowa.
Zdolności arytmetyczne są różne u różnych osób; ich niedobór jest uznawany za zaburzenie i znany jako dyskalkulia. Z kolei wybitne talenty obliczeniowe są krzewione jako forma sportu.

## Ewolucja
Arytmetyka elementarna zaczęła powstawać już w prehistorii i rozwijała się w kolejnych epokach, do nowożytności włącznie. W starożytności pojawiły się pierwsze systemy pozycyjne zapisu liczb, ułatwiające szybkie obliczenia; w średniowieczu uczeni arabscy rozpowszechnili dziesiętny system liczbowy, także w Europie. Czasy nowożytne to upowszechnienie się ułamków dziesiętnych oraz alternatywnych systemów pozycyjnych jak dwójkowy. Postępy w arytmetyce elementarnej pojawiły się także w XX wieku – w latach 60. opublikowano algorytm Karacuby szybkiego mnożenia liczb wielocyfrowych.
XIX i XX wiek przyniosły także ścisłe definicje przedmiotu arytmetyki, jakim jest liczba – Giuseppe Peano podał aksjomatyczną definicję liczb naturalnych, a Richard Dedekind – konstrukcję liczb rzeczywistych za pomocą przekrojów na zbiorze liczb wymiernych. Następne John von Neumann podał model aksjomatyki Peana – konstrukcję liczb naturalnych za pomocą zbiorów.
W podstawowej arytmetyce ludzkość od zarania dziejów posługuje się rozmaitymi narzędziami; przykłady to liczenie na palcach oraz rozmaite liczydła znane od starożytności. W XVII wieku pojawiły się:
- pierwsze kalkulatory mechaniczne, np. sumator wynaleziony przez Blaise’a Pascala oraz ława licząca, którą opracował Gottfried Wilhelm Leibniz;
- suwak logarytmiczny, który przyspieszał mnożenie i dzielenie.

W XX wieku pojawiły się cyfrowe maszyny liczące, które w drugiej połowie stulecia zminiaturyzowano do kalkulatorów cyfrowych.

## Własności działań arytmetycznych
| działanie       | przemienność | łączność | element neutralny       | element absorbujący    | idempotenty |
| --------------- | ------------ | -------- | ----------------------- | ---------------------- | ----------- |
| dodawanie (+)   | tak          | tak      | 0                       | brak                   | 0           |
| odejmowanie (−) | nie          | nie      | tylko prawostronnie (0) | brak                   | 0           |
| mnożenie (×)    | tak          | tak      | 1                       | 0                      | 0, 1        |
| dzielenie (÷)   | nie          | nie      | tylko prawostronnie (1) | tylko lewostronnie (0) | 1           |
| potęgowanie (^) | nie          | nie      | tylko prawostronnie (1) | brak                   | ±1          |

Dodatkowo:
- mnożenie jest rozdzielne względem dodawania i odejmowania;
- dzielenie jest prawostronnie rozdzielne względem dodawania i odejmowania;
- potęgowanie liczb dodatnich jest prawostronnie rozdzielne względem mnożenia i dzielenia.